# Manhua
Manhua (chinês tradicional: 漫畫, chinês simplificado: 漫画, pinyin: mànhuà), é o termo para histórias em quadrinhos produzidas na China. Japão, Hong Kong e Taiwan são os maiores centros de distribuição dessas obras. Um quadrinhista de manhua é chamado de manhuajia (chinês tradicional 漫畫家).

## Etimologia
A palavra manhua, literalmente "desenhos irresponsáveis", é originalmente um termo do século XVIII usado na pintura chinesa conhecida como sumi-ê. Tornou-se popular no Japão como mangá no início do século XIX. Feng Zikai, publicou uma série de cartuns chamada Zikai Manhua 1925, reintroduziu o termo com o sentido moderno.

## História

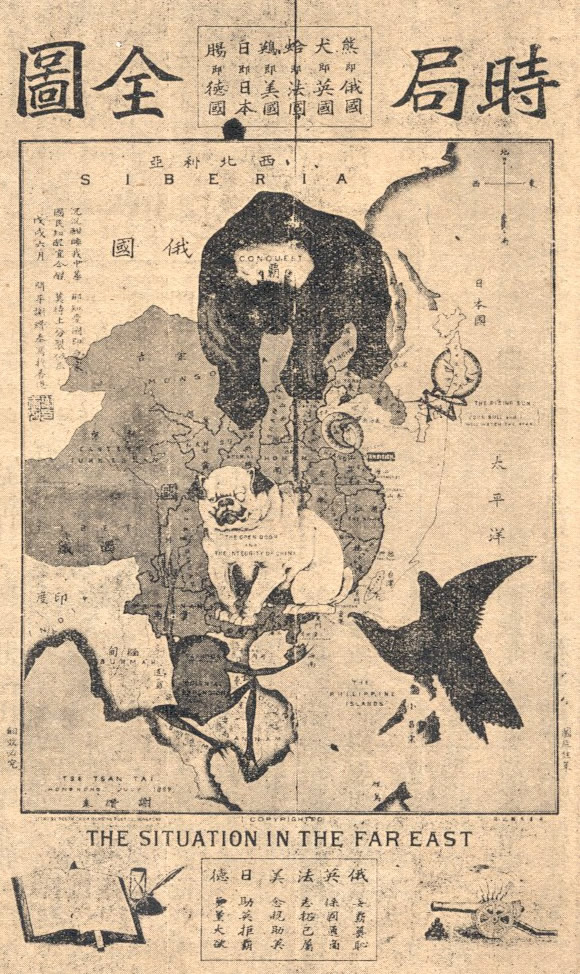
"The Situation in the Far East", um manhua de 1899

Relevos de pedra do século XI a.C. e cerâmica 5000-3000 a.C. são os exemplos mais antigos de desenhos chineses. Outros exemplos incluem desenhos escova simbólica da dinastia Ming, um desenho satírico intitulado  "Peacocks" pela primeiro artista da Dinastia Qing, Zhua Da, e um trabalho chamado "Ghosts' Farce Pictures" de cerca de 1771 por Luo Liang-shui. O manhua chinês nasceu no final do século XIX e início do século XX.[carece de fontes?]

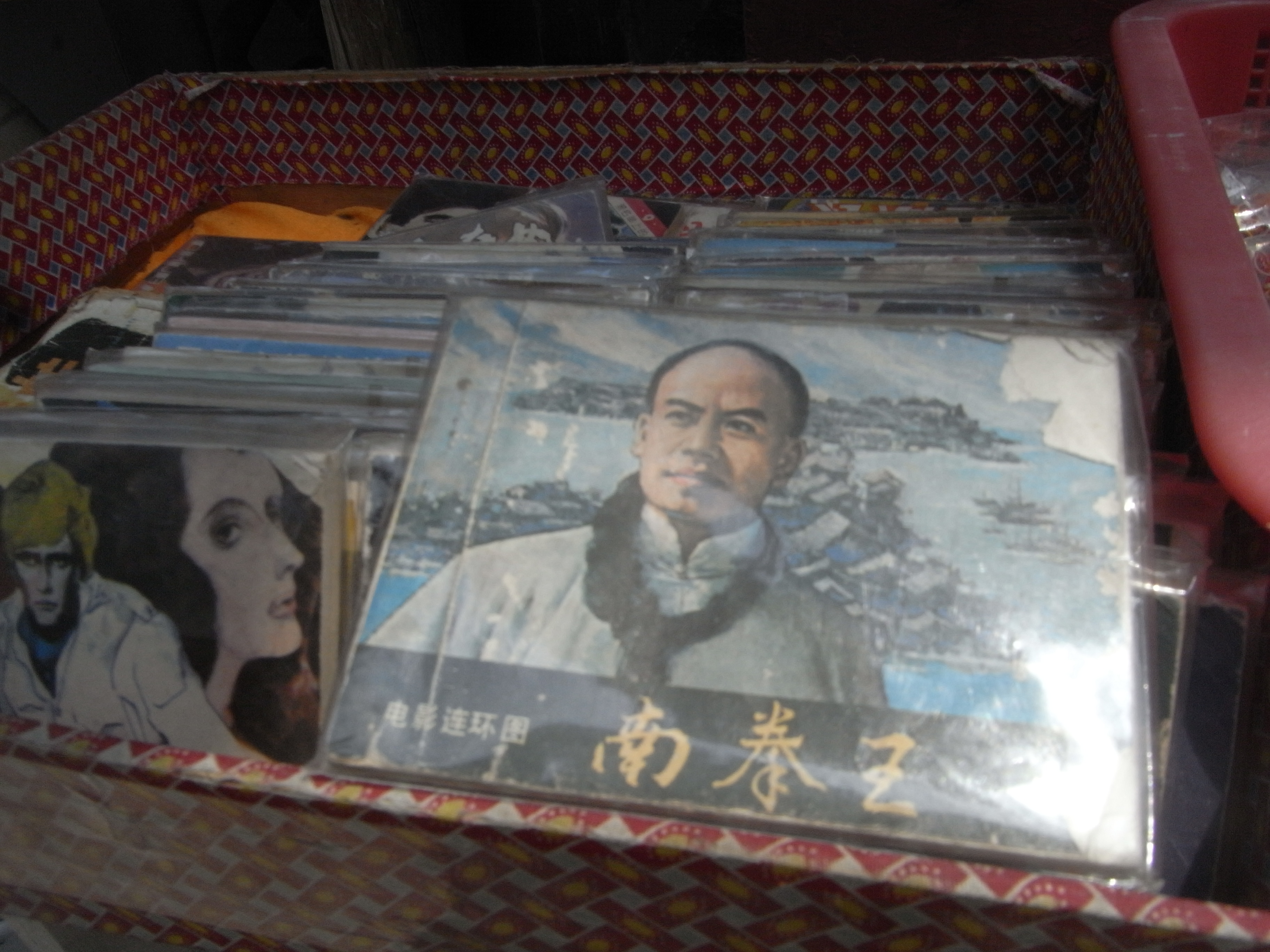
Exemplo de Lianhuanhua

A partir de 1870, as tecnologias de impressão litográfica provindas do Oriente acabaram por expandir essa arte, com desenhos satíricos publicados em jornais e revistas. Na década de 1920, os lianhuanhuas (连环画), livros de bolso ilustrados, eram bastante populares em Xangai, sendo considerados antecessores dos manhuas modernos.
Uma das primeiras revistas de caricaturas satíricas veio do Reino Unido, intitulado "The Punch China". A primeira peça elaborada por uma pessoa de nacionalidade chinesa foi "The Situation in the Far East"  de Tsan Tse-Tai, em 1899, impressa no Japão. Sun Yat-Sen estabeleceu-se na República da China em 1911 e usou o manhua de Hong Kong para circular propaganda anti-Qing. Alguns dos manhua que espelhava as lutas iniciais da transição política e períodos de guerra foram "The Record True" e "Renjian Pictorial".
Até o estabelecimento de "Manhua Hui" na China 1927, todas as obras anteriores eram lianhuanhuas soltos ou coleções de materiais. A primeira revista de manhua em chinês foi "Shanghai Sketch" (ou  Shanghai Manhua) de 1928. Entre 1934 e 1937 cerca de 17 revistas de manhua foram publicados em Xangai. Este formato, mais uma vez foi utilizado para fins de propaganda, com a eclosão da Segunda Guerra Sino-Japonesa. No momento em que os japoneses ocuparam Hong Kong, em 1941, todos os manhuas haviam parado. Com a derrota dos japoneses em 1945, o caos político, entre chineses nacionalistas e os comunistas ocorreu. Um dos manhua críticos: "This Is a Cartoon Era" por Renjian Huahui retratou o cenário político da época.
A turbulência na China continuou nas décadas de 1950 e 1960. O aumento da imigração chinesa transformou Hong Kong no  principal mercado de manhua, especialmente com a geração baby boom. A revista de manhua mais influentes para os adultos foi "Cartoon World" de 1956, que publicou o best-seller  Uncle Choi. A disponibilidade dos quadrinhos japoneses e taiwaneses pirateados, vendidos a preços acessíveis, desafiou a indústria local. Manhuas como Old Master Q eram necessários para revitalizar a indústria local.
A chegada da televisão na década de 1970 foi um ponto de mutação, filmes de Bruce Lee se tornaram muito popular e lançou uma nova onda de manhuas de Kung Fu. A violência explícita ajudou a vender quadrinhos, e o Governo de Hong Kong interveio com a Lei de publicação indecente em 1975. Little Rascals era uma das peças que absorveu todas as mudanças sociais. Os materiais também florescem na década de 90 com o trabalho como McMug e três histórias da peça como "Teddy Boy", "Portland Street" e "Red Light District".
Desde 1950, o mercado de manhua em Hong Kong foi separado da China Continental. Em 1997, com a transferência de soberania Hong Kong do Reino Unido para a China, ocorreu uma reunificação de ambos os mercados. Dependendo de como materiais culturais devem ser tratados, especialmente através da auto-censura, um público muito maior no continente pode ser benéfico para ambos.
Em 2011, Si loin et si proche, do quadrinista chinês Xiao Bai, ganhou a medalha de ouro no 4th International Manga Award.  Vários outros manhua também ganharam medalhas de prata e bronze na premiação.[carece de fontes?]

## Manhua de Taiwan

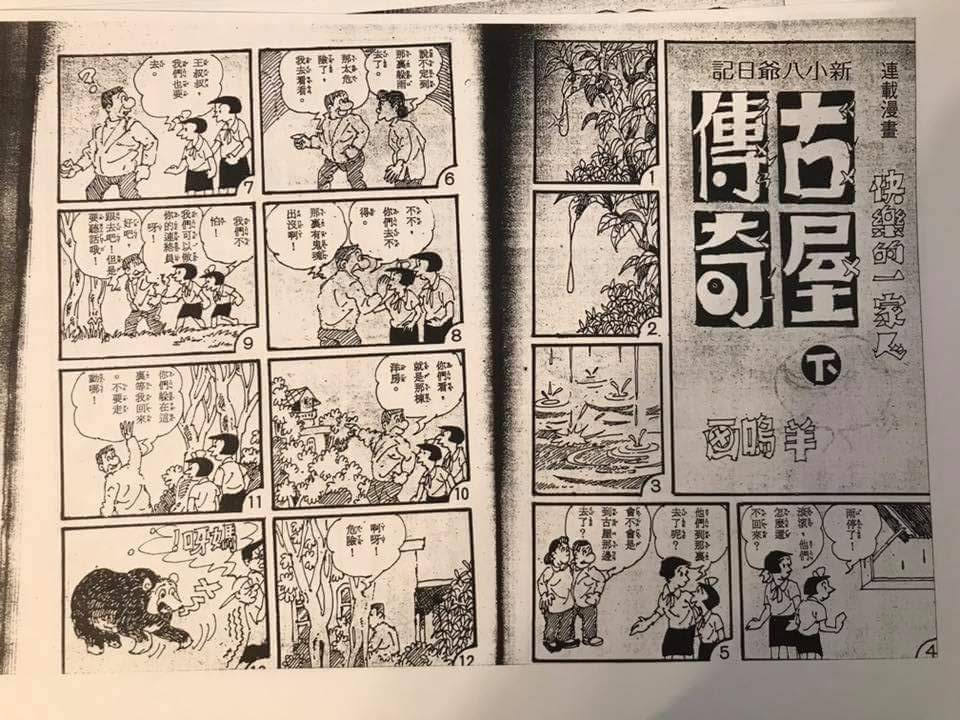
Exemplo de manhua taiwanês de Yang Ming, 1962

O manhua taiwanês tem suas origens na era colonial japonesa, quando Taiwan ainda estava sob domínio do Japão (1895-1945). Antes disso, Taiwan já produzia publicações que combinavam texto e imagens, como romances ilustrados. No início do século XX, com a influência do Japão, surgiram as primeiras revistas em estilo de quadrinhos em Taiwan, como Taiwan Puck (1911), Tetsuwan Puck (1912) e Takasago Puck (1916), influenciadas pelas publicações japonesas.
Durante a ocupação japonesa, o interesse por quadrinhos aumentou, e publicações em estilo jornalístico passaram a incluir cartuns coloridos e sátiras. Em 1921, o Taiwan Daily News começou a publicar uma seção de quadrinhos, , que se tornou uma importante fonte de conteúdo para a população.
Após a Segunda Guerra Mundial, a chegada dos lianhuanhua chineses e e quadrinhos americanos como Blondie e Dennis, o pimentinha, bem como a pirataria de mangás japoneses, consolidaram a popularidade dos quadrinhos em Taiwan. Nas décadas seguintes, especialmente após a democratização da ilha nos anos 1990, o manhua passou a ganhar reconhecimento como uma forma legítima de expressão artística e cultural.

## Terminologia
Em 1925, Feng Zi-Kai publicou uma coleção intitulada "Zi-Kai Manhua" no "Wenxue Zhoubao" (Literatura Senmanal). Embora o termo "manhua" já existisse, quando foi importado do termo japonês "mangá", esta publicação em particular tomou precedência sobre as muitas outras descrições de  que vieram antes dela. Como resultado, o termo "manhua" tornou-se associado com histórias em quadrinhos feitas na China. Os caracteres chineses para manhua são os mesmos utilizados pelas línguas japonesa e coreana para se referir aos mangás japoneses e aos manhwa coreanos.

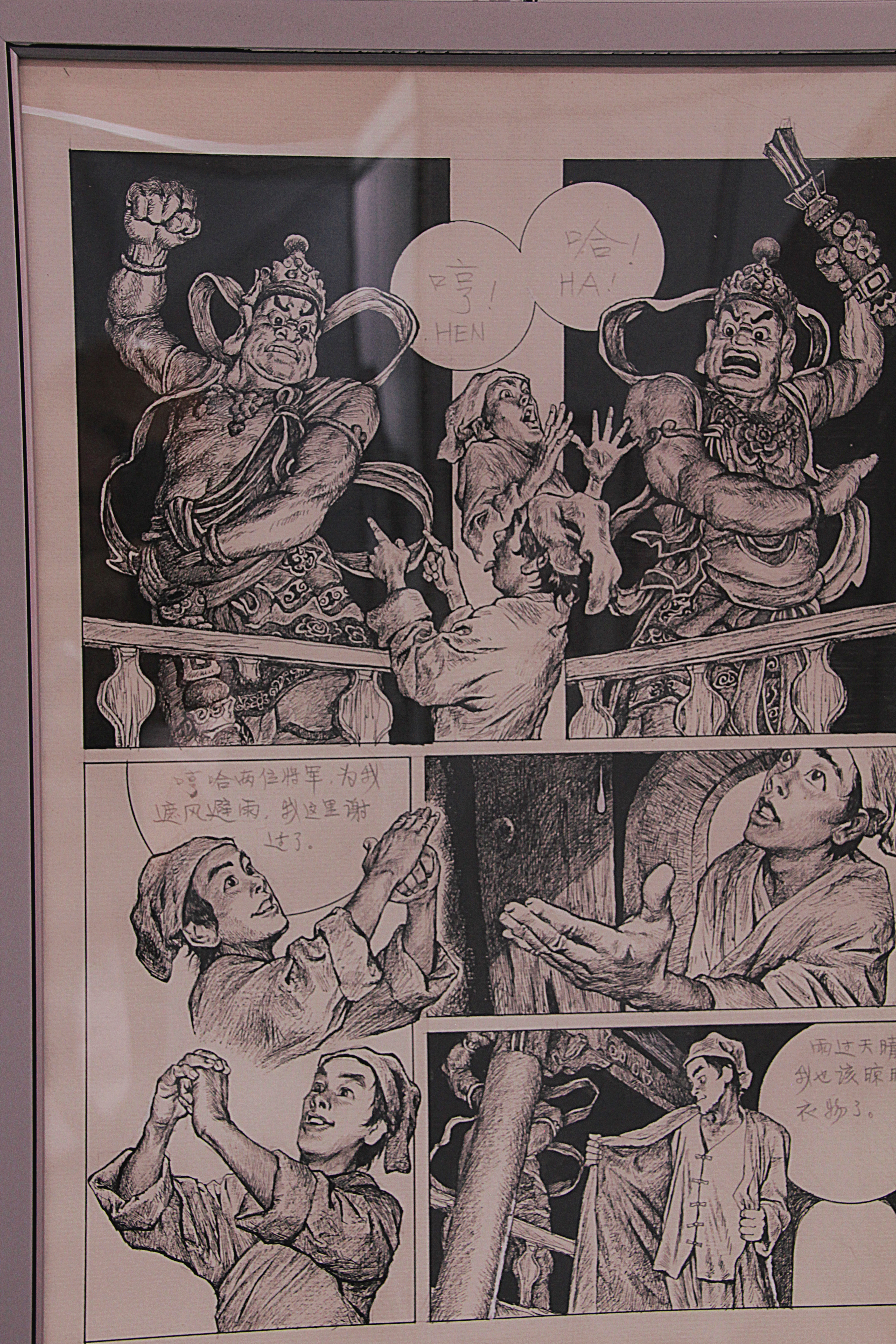
Exemplo de página de manhua

## Características
As características modernas do estilo dos manhua é creditado ao trabalho de Chinese Hero: Tales of the Blood Sword de Ma Wing-shing (1980). Ele tinha, desenhos realistas inovadoras com detalhes que se assemelham a pessoas reais, Ma Wing-shing admite ter sido influenciado pelos mangás de Ryoichi Ikegami. A maioria dos manhuas do século XIX para a década de 1930 continha personagens sérios. A abertura cultural em Hong Kong trouxe a tradução de personagens da Disney, como Mickey Mouse e Pinóquio. o que demonstra a influência ocidental em obras como Little Angeli publicado 1954. O afluxo de mangá japonês traduzido nos anos 60, bem como animes televisionados em Hong Kong e o lançamento de um anime e do mangá de Astro Boy de Osamu Tezuka na China em 1982 também tiveram uma contribuição significativa. Ao contrário de mangá, manhuas são totalmente coloridos.[carece de fontes?]

## Categorias
Antes da terminologia oficial ser estabelecida, a forma de arte era conhecidas por vários nomes.
| Inglês               | Pinyin       | Chinês (tradicional/simplificado) |
| -------------------- | ------------ | --------------------------------- |
| Allegorical Pictures | Rúyì Huà     | 如意畫 / 如意画                   |
| Satirical Pictures   | Fĕngcì Huà   | 諷刺畫 / 讽刺画                   |
| Political Pictures   | Zhèngzhì Huà | 政治畫 / 政治画                   |
| Current Pictures     | Shíshì Huà   | 時事畫 / 时事画                   |
| Reporting Pictures   | Bàodǎo Huà   | 報導畫 / 报导画                   |
| Recording Pictures   | Jìlù Huà     | 紀錄畫 / 纪录画                   |
| Amusement Pictures   | Huáji Huà    | 滑稽畫 / 滑稽画                   |
| Comedy Pictures      | Xiào Huà     | 笑畫 / 笑画                       |

Hoje, o Manhua possui  quatro categorias:[carece de fontes?]
- Manhua político-satírico
- Manhua cômico
- Manhua de ação
- Manhua infantil

## Manhua digital

### Web manhua
O manhua digital, conhecido como web manhua, é uma forma de arte em crescimento na China, onde o manhua tradicionalmente publicado está em declínio. O Web manhua é publicado nas redes sociais e portais de web manhua, que servem como uma barra de entrada mais baixa do que os estabelecimentos de publicação impressa estritamente controlados no país. Embora atualmente haja pouco dinheiro com o manhua on-line na China, o meio tornou-se popular devido à facilidade de upload e publicação de títulos, publicação em cores e acesso gratuito à leitura. Alguns sites populares de manhua incluem QQ Comic e U17. Nos últimos anos, vários web manhua chineses foram adaptados para séries animadas, com alguns em co-produção com a indústria de animação japonesa.

#### Portais de Web manhuas
| Nome do Serviço | Entidade operacional                            |
| --------------- | ----------------------------------------------- |
| QQ Comic        | Tencent Weibo                                   |
| Vcomic          | Sina Weibo                                      |
| U17             | Beijing April Star Network Technology Co., Ltd. |
| ManHuaTai       | ManHuaTai.Com                                   |
| dmzj.com        | dmzj.com                                        |

### Webcomics
À medida que os microblogs e as webcomics estavam ganhando popularidade na China, o formato era cada vez mais usado para ativismo político e sátira. Apesar de a China ser um grande consumidor de quadrinhos por décadas, o meio nunca foi considerado como "obras de arte sérias". R. Martin, do The Comics Journal, descreve a perspectiva chinesa dos quadrinhos como "imitações polpudas de filmes". Além disso, a China controla rigorosamente a publicação de quadrinhos e, como resultado, os cartunistas enfrentam dificuldades para atingir um grande público. Muitos cartunistas, no final dos anos 2000, começaram a publicar seus trabalhos nas redes sociais, em vez de tentar publicar edições em papel. Sites como Douban (2005) e Sina Weibo (2009) são locais populares para webcomics. O Festival Internacional de Quadrinhos e Animação de Taipei comemorou uma "era dos webcomics" em 2015. Com o aumento do uso de smartphones com uma geração mais jovem, espera-se que os webcomics com tela infinita rolável se tornem mais populares. Com uma crescente prevalência de portais de quadrinhos na web em chinês, os jovens artistas têm mais oportunidades de publicar seus trabalhos e ganhar reputação. Na segunda metade da década de 2010, as plataformas de webcomics e webtoons da Coreia do Sul se tornaram cada vez mais populares na China.
Cartunistas como Kuang Biao e Rebel Pepper usam a Internet para criticar o Partido Comunista e seus líderes. Propaganda comunista e figuras como Lei Feng são ridicularizadas em microblogs e em cartuns online, apesar dos esforços de censura do governo chinês. David Bandurski, pesquisador do China Media Project da Universidade de Hong Kong, afirmou que as redes sociais "mudaram drasticamente o ambiente para cartunistas, pois agora elas têm uma plataforma realmente boa para encontrar uma audiência". O animador chinês Pi San criticou as empresas de internet e os portais da web por serem "bastante covardes" e "muito sensíveis", pois assumem o papel de primeira linha de defesa por meio da autocensura. A conta de Rebel Pepper em Sina Weibo, onde ele publica seus desenhos satíricos, havia sido excluída mais de 180 vezes em 2012.
Sites de blogs como o Sina Weibo também são altamente censurados pelo governo chinês. A Reuters informou em setembro de 2013 que cerca de 150 graduados, todos do sexo masculino, eram empregados para censurar Sina Weibo dia e noite, e os censores automáticos processavam cerca de três milhões de postagens por dia. Uma equipe de pesquisa da Universidade Rice, Texas, declarou que via "um sistema bastante sofisticado, onde a energia humana é amplificada pela automação do computador, capaz de remover mensagens sensíveis em questão de minutos". Imagens censuradas por Sina Weibo incluem um retrato de Mao. Zedong usando uma máscara de poluição, uma compilação de fotos que identifica os relógios caros nos pulsos de funcionários locais supostamente com baixos salários e críticas à ação da polícia, censura na educação e a política do filho único.

### Webtoons
Os webtoons cresceram em popularidade na China como outra forma de consumir e produzir manhua no país, em parte graças à popularidade dos webtoons sul-coreanos. As plataformas de microblogging Sina Weibo e Tencent também ofereceram webtoons em seus sites de manhua digital ao lado de web manhua. A plataforma Kuaikan Manhua, com sede em Pequim, também é especializada em obras de arte dirigidas a jovens leitores. Vários desses manhuas foram posteriormente traduzidos para vários idiomas. Enquanto os portais de webtoon na China continental são administrados principalmente pelas grandes empresas de internet, os portais de webtoon em Taiwan são oferecidos e operados por grandes editoras de webtoon fora do país como Comico e Naver (sob a marca Line).

#### Portais de webtoons
China
| Nome do Serviço | Entidade operacional                            |
| --------------- | ----------------------------------------------- |
| Kuaikan         | Kuaikan World (Beijing) Technology CO., LTD.    |
| ManMan          | Young Dream Co.,Ltd.                            |
| QQ Comic        | Tencent Weibo                                   |
| Vcomic          | Sina Weibo                                      |
| U17             | Beijing April Star Network Technology Co., Ltd. |
| Dongman Manhua  | Naver Corp.                                     |
| dmzj.com        | dmzj.com                                        |

Taiwan
| Nome do Serviço | Entidade operacional |
| --------------- | -------------------- |
| Comico Taiwan   | NHN Japan            |
| Line Webtoon    | Naver Corp.          |

## No Brasil

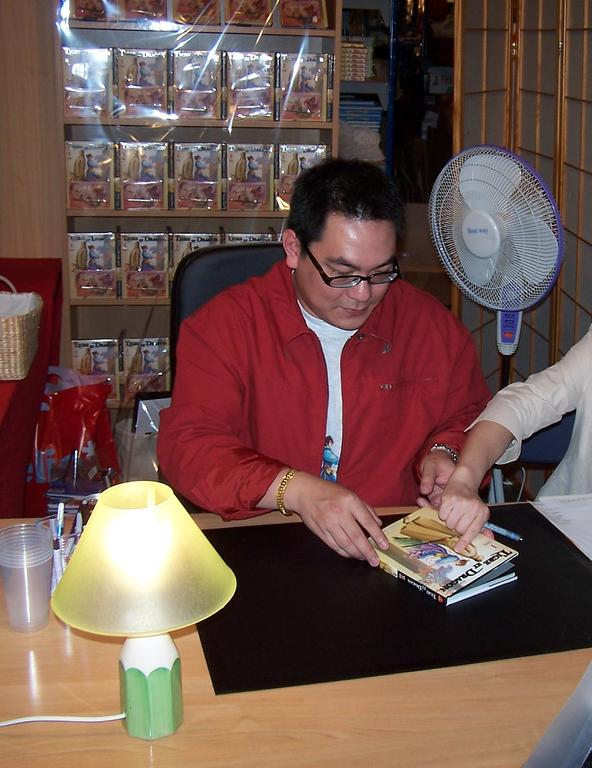
O Tigre e o Dragão de Andy Seto

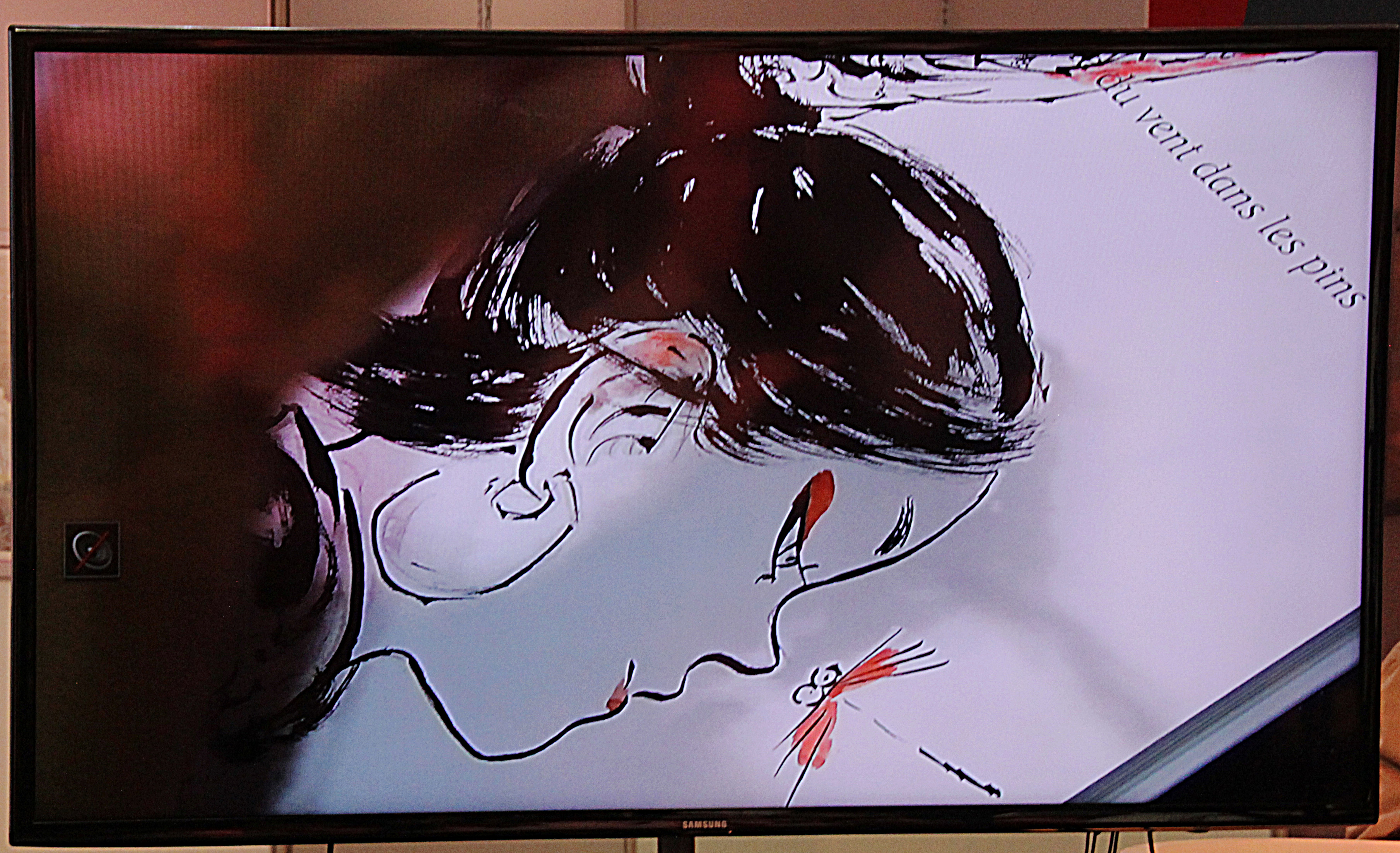
Zao Dao desenhando.

Entre 1997 e 1998, a Ediouro publicou três obras de autoria do taiwanês Tsai Chih Chung: "Zen em Quadrinhos", "Tao em Quadrinhos" e "Arte da Guerra em Quadrinhos".
Em 2001, a Abril Jovem publicou "Quadrinhos Digimon" de Yuen Wong Yu, com periodicidade semanal, a revista trazia histórias eram baseadas na franquia japonesa de vídeo games, curiosamente, no mesmo ano, Daniel HDR adaptou histórias do anime para a editora americana Dark Horse Comics. Em 2006, a Panini Comics publica o manhua O Tigre e o Dragão  de Andy Seto, baseado no quarto romance de uma série de cinco livros do escritor chinês Wang Du Lu, que em 2000 havia sido adaptado em um filme por Ang Lee, e Batman: Hong Kong, escrita por Doug Moench e ilustrada pelo artistas de Hong Kong, Tony Wong.
Em 2008, a Conrad Editora, editora que publicou na integra o mangá de Dragon Ball, de Akira Toriyama inspirado no romance, anunciou a publicação do romance Jornada ao Oeste de Wu Cheng'en em três tomos, trazendo também adaptações em lianhuanhua, publicadas originalmente em 1962, contudo, apenas os primeiros dois volumes foram publicados. Em 2009, publicou Melodia Infernal de Lu Ming.
Em agosto de 2019, a Editora Figura lançou uma campanha de financiamento coletivo no Catarse para publicar A Balada de Sylvan da chinesa Zao Dao, contudo, o livro foi lançado com outro título, O vento que sobre os pinheiros.

## Ver Também
- Mangá
- Manhwa